# Гутен руч

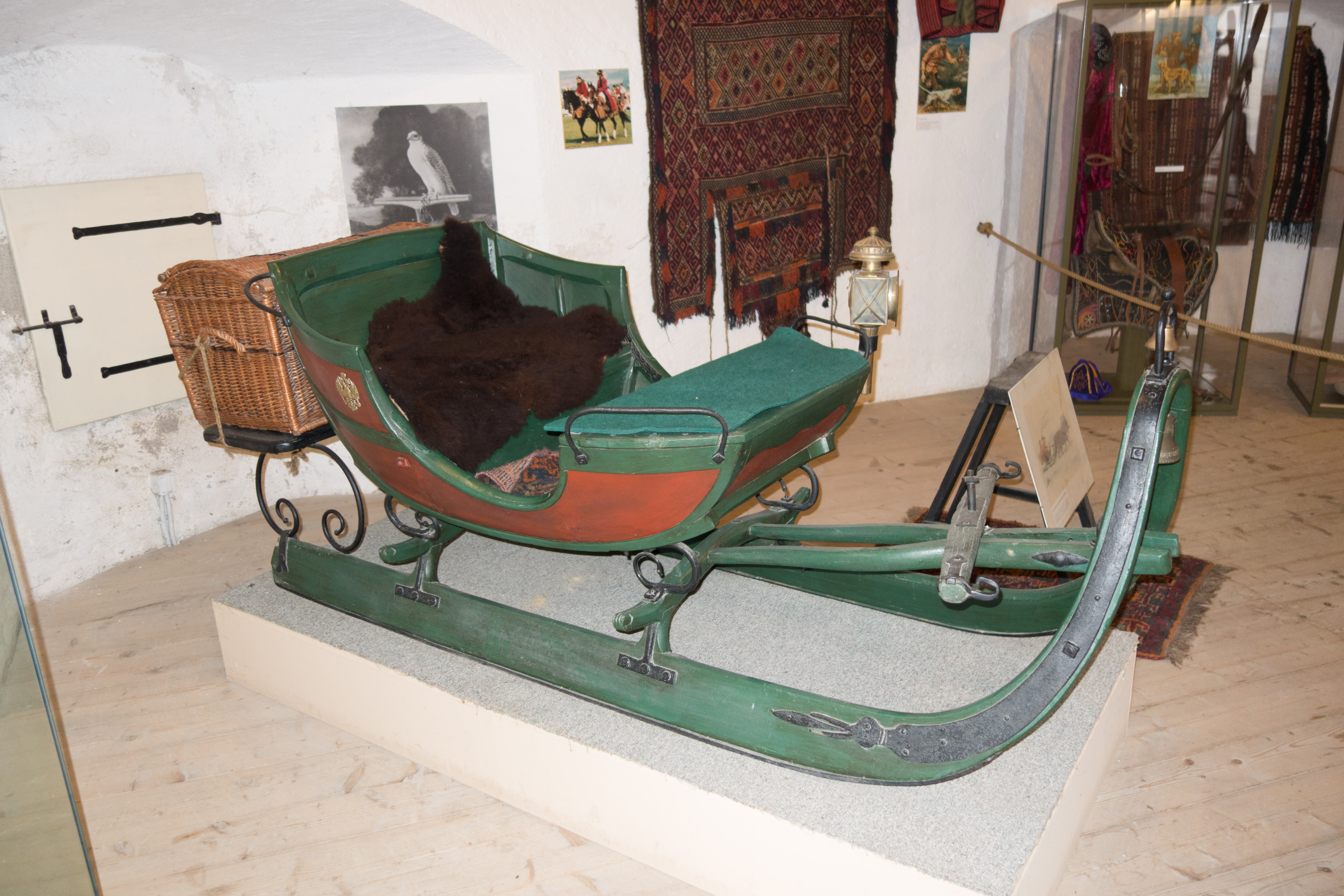
Старинные австрийские сани

Гу́тен руч! (нем. Guten Rutsch! [ˈɡuːtn̩ ʁʊt͡ʃ], дословно — «хорошего скольжения!», также нем. Einen guten Rutsch ins neue Jahr!, дословно — «хорошего скольжения в Новый год!», в Швейцарии — нем. Rutsch guet übere!, дословно — «хорошо перескользнуть!») — распространённое в немецкоязычных странах новогоднее пожелание. Под «хорошим скольжением» подразумевается благополучный переход в Сильвестр из старого года в новый, который ассоциируется с гладким спуском или катаньем. Выражение документируется с 1900 года. В отношении происхождения использованного в нём существительного Rutsch имеются две основные версии.
Для глагола rutschen, означающего «скользить» и «ползти», братья Гримм в своём Немецком словаре со ссылкой на Гёте приводят также свободно ассоциированное значение с ироничным оттенком: «катиться», то есть «быстро двигаться, перемещаться, передвигаться, ехать». В «Баварском словаре» 1836 года Иоганна Андреаса Шмеллера также зафиксировано ироническое значение глагола rutschen как «ехать». В начале XIX века выражение «гутен руч» означало «хорошей поездки!», под которой изначально подразумевалась поездка на санях, а затем и по железной дороге. Предполагается, что в новогоднем пожелании «хорошо скользить» означает «без труда перевалить в новый год».
По второй версии выражение «гутен руч» пришло в немецкий язык из идиша через ротвельш. В книге 1957 года «Немецкий воровской жаргон. Словарь ротвельша» З. А. Вольф утверждает, что новогоднее пожелание «гутен руч» является эрративом к Рош ха-Шана. К середине XVIII века rosch перешло из идиша в ротвельш как Rosch в значении «голова» и Rusch — в значении «комендант». Версию Вольфа оспаривают филологи Вальтер Рёлль и Симон Нойберг: название Нового года на идише звучит как rausch haschono/-ne или rauschaschone/-scheschone, а Рош ха-Шана — это сефардский вариант, более литературный. Рёлль указывает на достаточно большую фонетическую дистанцию между «рауш» и «руч», а также на календарную дистанцию между христианским и иудейским Новым годом. Кроме того, христианский Новый год имеет на идише иное название, чем Рош ха-Шана.
В 2002 году Рёлль и Нойберг, основываясь на том факте, что выражение «Guten Rutsch!» могло появиться не ранее 1900 года, так как отсутствует в словарях немецкого языка, изданных в конце XIX века, выдвинули нелингвистическую версию происхождения этого новогоднего пожелания. Оно могло широко распространиться благодаря вошедшим в обращение в начале 1890-х годов иллюстрированным почтовым открыткам. Среди множества выпускавшихся в то время новогодних открыток действительно есть те, на которых прямо присутствует или обыгрывается данное выражение.